# Małachowo-Szemborowice
Małachowo-Szemborowice – wieś w Polsce położona w województwie wielkopolskim, w powiecie gnieźnieńskim, w gminie Witkowo.
W latach 1975–1998 miejscowość administracyjnie należała do województwa konińskiego.
Nazwa miejscowości pochodzi prawdopodobnie od imienia Sambora z Małachowa, kasztelana zbąskiego w latach 1411-1419 i łowczego kaliskiego w latach 1420-1436.
Gniazdo rodziny Małachowskich herbu Gryf odm.